# Казали Бачана (Торино)
Казали Бачана је насеље у Италији у округу Торино, региону Пијемонт.
Према процени из 2011. у насељу је живело 90 становника. Насеље се налази на надморској висини од 304 м.